# 绰注
绰注，是古琴按弦指法绰、注的合稱。
绰指左手从本音位下音的基础上，迎着音上滑到本音，注是指左手从本音位上音的基础上，迎着音下滑到本音。音外形成虚音，称为“韵”。幅度超过大二度为“大绰”、“大注”，半音为“绰”、“注”，半個半音为“小绰”、“小注”。
绰注是中国古代乐器作为人声伴奏，绰为上声，注为去声。在器乐曲中依然保留下来。明朝以后，绰注这种演奏技法得到了很快发展，时称“音少韵多”。
绰注一般并不在曲谱中标明，多数情况之下全凭乐师自由发挥，因此恰当熟练的运用绰注，就成为判断乐师水准的重要依据。如果需要標明，綽標為「卜」，注標為「氵」。